# アブデーロス

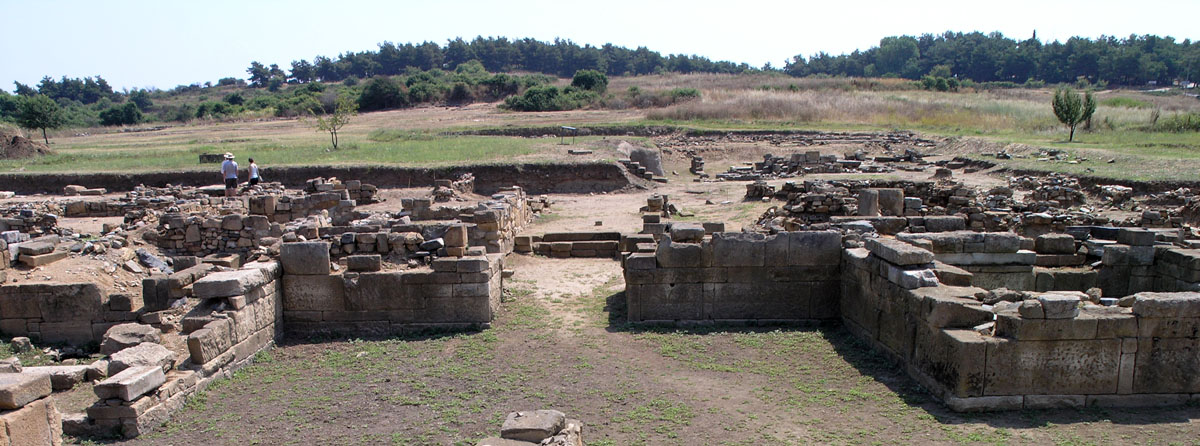
アブデーロスにちなんで建設されたというアブデーラの遺跡（西門）。

アブデーロス（古希: Ἄβδηρος, Abdēros）は、ギリシア神話の人物である。長音を省略してアブデロスとも表記される。ロクリス地方の都市オプースの出身。ヘーラクレースに仕える少年で、ヘーラクレースの難行の1つであるトラーキアの王ディオメーデースの人喰い馬を捕らえる冒険に同行した。トラーキア地方の都市アブデーラはアブデーロスの名前に由来する。

## 神話
アブデーロスの系譜伝承については諸説ある。ピンダロスによると海神ポセイドーンとナーイアスのトローニアーとの子、アポロドーロスによるとヘルメース神の子という。他にもトロイア戦争で戦ったパトロクロスの兄弟（したがってメノイティオスの子）、エリノスの子とする説もある。
アポロドーロスによると、ヘーラクレースはトラーキアまで航海し、ディオメーデース王に仕える人喰い馬の馬飼いたちを力で従わせたのち、馬を海岸まで引いて行った。これに対してディオメーデース王がビストーン人の軍勢を率いて追いかけて来た。このときアブデーロスはヘーラクレースに馬の護衛を命じられたが、人喰い馬を押さえることができず、大地の上を引きずられて死んでしまった。ヘーラクレースはディオメーデース王を殺すとアブデーロスを埋葬し、墓の近くに都市アブデーラを創建した。
しかし、アブデーロスの死については人喰い馬に食い殺されたとする伝承が一般的である。ピロストラトスによると、アブデーロスは人喰い馬に食い殺されるが、ヘーラクレースは人喰い馬からアブデーロスの身体を奪い返す。12世紀の詩人ヨハネス・ツェツェースは、ヘーラクレースがディオメーデースと戦っている間にアブデーロスが人喰い馬によってバラバラに引き裂かれて食い殺されたので、アブデーロスのためにアブデーラを創建したとしている。
ヒュギーヌスは、ヘーラクレースによってディオメーデースおよび人喰い馬もろともに殺されたとしている。さらに異説によると、アブデーロスはアテーナイ王テーセウスに殺されたという。